# Visualizador de matriz

Example animado de visualizador de matriz

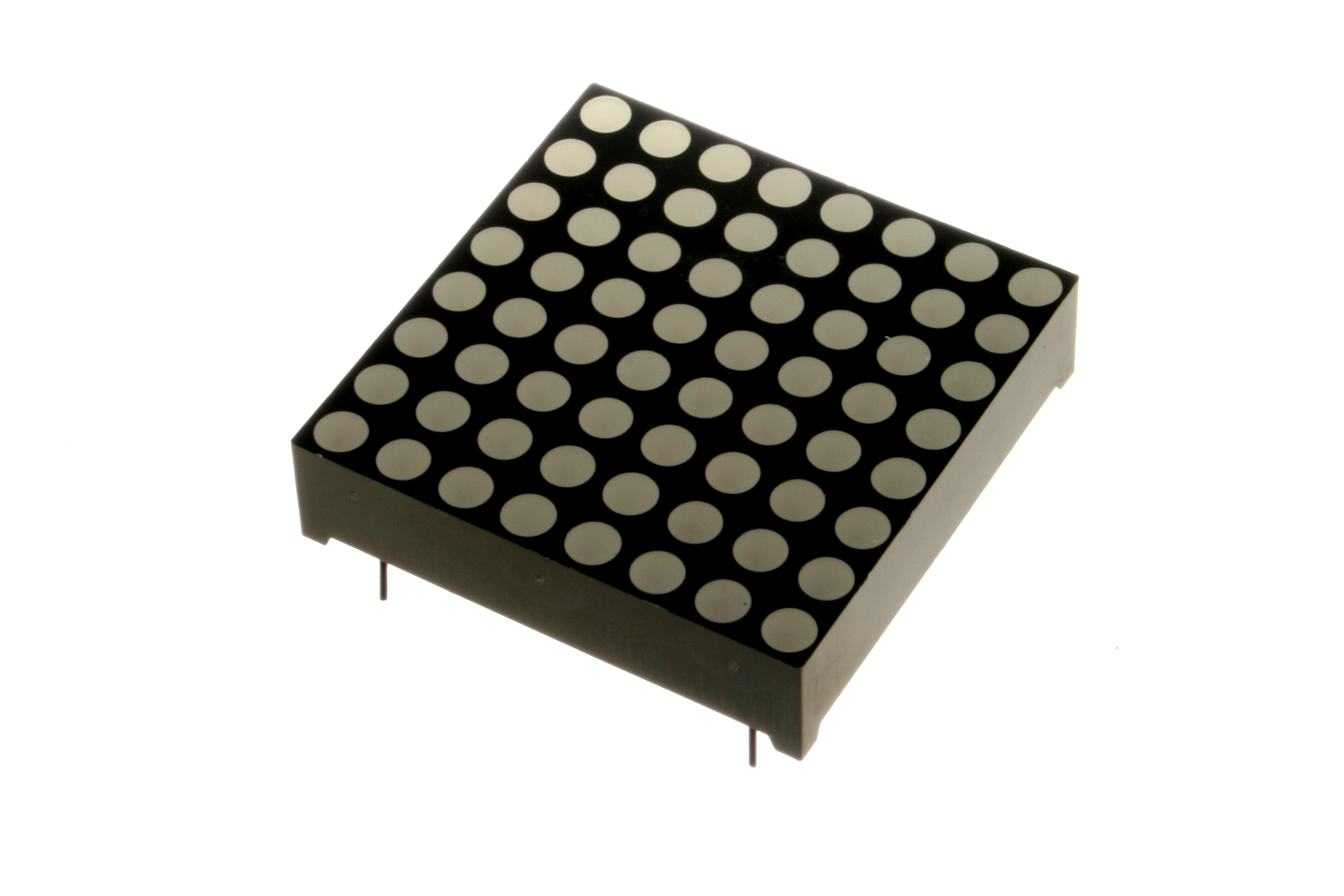
Visualizador de matriz LED 8x8 puntos

Un visualizador de matriz es un dispositivo de visualización utilizado para mostrar información en máquinas, relojes, indicadores de salidas de ferrocarril y otros muchos dispositivos que requieren un dispositivo de pantalla sencillo de resolución limitada.
El visualizador consiste en una matriz de puntos luminosos o indicadores mecánicos arreglados en una configuración rectangular (otras formas también son posibles, a pesar de no ser demasiado frecuentes) donde se pueden mostrar texto o gráficos encendiendo o apagando puntos seleccionados de la matriz. Un hardware controla la matriz de puntos convirtiendo las instrucciones de un procesador en señales que encienden o apagan los puntos de la matriz de forma que se produce la visualización deseada.

## Resoluciones habituales

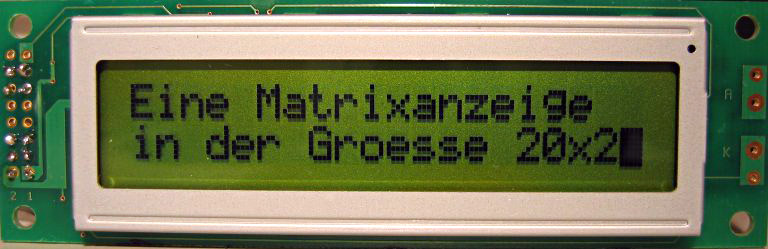
"Una Pantalla Matricial de 20x2" – matriz de puntos 5x7 LCD, se utilizó en cellphones y máquinas de vending

Medidas comunes de pantallas de matriz de puntos:
- 128×16 (Dos líneas - 20x2)
- 128×32 (Cuatro líneas - 20x4)
- 128×64 (Ocho líneas- 20x8)

Otras medidas incluyen:
- 92×31 (Cuatro o tres líneas)

## Otras resoluciones

Matriz multiplexada

- Una medida corriente para un carácter es la de 5×7 píxeles, ya sea separados por líneas en blanco sin puntos (cómo en la mayoría de pantallas de sólo texto), o con líneas de píxeles en blanco (haciendo la medida real de 6x8 píxeles). Esto se puede ver en la mayoría de las calculadoras gráficas, como las calculadoras Casio, TI-82 o superiores.
- Hay una medida más pequeña, de 3×5 píxeles (o 4x6 cuando se separa con píxeles en blanco), empleada en la calculadora TI-80 para la póliza de medida fija de 3 x 5 píxeles o en la mayoría de calculadoras 7×5 como póliza proporcional (1×5 a 5×5) . El inconveniente de la matriz de 7x5 es que es demasiado pequeña y los caracteres en minúscula con "descenders" no resultan agradables a la vista. Para paliar estos defectos se utiliza una matriz con el formato 11 × 9 que muestra una resolución muy superior.
- Hay matrices de puntos de suficiente resolución que se pueden programar para emular a los habituales patrones numéricos de siete segmentos .
- También hay una medida más grande, de 5 × 9 píxeles, que se utiliza en muchas calculadoras de visualización casi-natural.